# Nils Wallin (målare)
Nils Wallin var en svensk allmogemålare och kyrkomålare, verksam i slutet av 1700- och början av 1800-talet.
Han var son till allmogemålaren Erich Wallin. Det har varit svårt att avgöra vilka målningar han utförde genom att betrakta målningen eftersom han som regel inte signerade sina målningar och de målningar man kan hänföra till honom har man kopplat till honom genom arkivaliska noteringar. Den tyske superintendenten Friedrich Wilhelm von Schubert som besökte Härjedalen 1817 har betecknat honom som ett verkligt snille, men eftervärlden har prutat på detta omdöme ganska betydligt.